# Ступень к Парнасу
Ступень к Парнасу (от лат. Gradus ad Parnassum, крылатое выражение) — международный музыкальный фестиваль, проводившийся в СССР (затем в СНГ) в 1989—1992 годах в конференц-зале гостиницы Космос. В рамках фестиваля проходил конкурс вокалистов.

## Участники конкурса
Валерий Меладзе, Жанна Агузарова, Сосо Павлиашвили, Ирина Отиева, Игорь Тальков, Валерия, Филипп Киркоров, Андрей Мисин, Сергей Беликов, «Агата Кристи», «Ария»,  «Моральный кодекс», «Фэн-о-мэн», «Окно».  
Вне конкурса в качестве специальных гостей на фестивале выступали звёзды мировой музыки, среди которых —  Патрисия Каас, Desireless, C. C. Catch, Саманта Фокс и популярные исполнители из стран бывшего СССР, такие как София Ротару, Валерий Леонтьев, «Песняры».

## Жюри
О. Лундстрем, А. Петров, Ю. Саульский, В. Мулявин, В. Матецкий, Э. Ромэо, Ж. Полински.